# Champagne!
Champagne! és una pel·lícula de comèdia francesa dirigida per Nicolas Vanier i estrenada el 2022. S'ha doblat i subtitulat al català.

## Sinopsi
En Jean, en Patrick, la Joanna, la Romane i en Guillaume tenen cinquanta anys i són amics des de fa més de trenta anys. La seva amistat supera el temps, els matrimonis i els fills. Es troben aquesta vegada a la Xampanya, al vinyar de la Romane i la Irina, per al comiat de solter d'en Patrick, el solter més experimentat del grup. És llavors quan la Christine, la seva futura esposa, arriba inesperadament a la vinya. Ella, molt més jove que en Patrick, no sedueix gens el grup d'amics.

## Repartiment
- Elsa Zylberstein: Romane
- François-Xavier Demaison: Jean
- Stéphane De Groodt: Patrick
- Éric Elmosnino: Guillaume
- Sylvie Testud: Joanna
- Stéfi Celma: Irina
- Valérie Karsenti: Céline
- Marie-Julie Baup: Marie
- André Penvern: André
- Claire Chust: Christine
- Arièle Semenoff: Sylviane
- François Berléand: mestre de cerimònies
- Philippe Chevallier: Gilbert

## Producció
El rodatge va tenir lloc l'estiu de 2021 a la regió del Grand Est, en particular a Épernay i els seus voltants (Hautvillers). El rodatge també va tenir lloc a París.